# Velký Pereg
Velký Pereg (také Velký Perek, rumunsky Peregu Mare, slovensky Veľký Pereg, maďarsky Németpereg, německy Deutschpereg) je vesnice v Rumunsku, součást stejnojmenné obce (do níž patří ještě Peregu Mic, tedy Malý Pereg). Ves leží v župě Arad v bezprostřední blízkosti rumunsko-maďarských hranic. Ve vsi žije česká menšina, podle sčítání v roce 2011 žilo v obci Velký Pereg celkem 55 Čechů, což znamená přibližně 3,4 % jejích obyvatel. Většinu obyvatelstva obce tvoří Maďaři (45 %), následovaní Rumuny (25 %), Slováky (12 %), Němci (4 %) a právě Čechy.
Od ostatních rumunských vesnic osídlených Čechy se liší zejména tím, že leží mimo území Banátu. 

## Česká menšina
Češi přišli do Velkého Peregu v roce 1863, jednalo se o protestanty (reformované evangelíky) ze středovýchodních Čech (Čáslavska a Přeloučska). Před nimi osídlili obec Rusíni a Němci. Místní reformovaný sbor (do nějž patřili zejména Češi) si v roce 1873 postavil modlitebnu a v 50. letech vybudoval kostel, jenž byl slavnostně otevřen v roce 1960. Sbor funguje dodnes a spolupracuje s Českobratrskou církví evangelickou. Bohoslužby a kázání jsou realizovány v češtině, maďarštině či rumunštině.
Konfesní příslušnost, která odlišuje Čechy od ostatních obyvatel Peregu, je také jedním z důvodů přetrvávání české menšiny a uchovávání českého jazyka.
Od roku 1874 fungovala ve Velkém Peregu česká škola, ale na mnoho let až do roku 2024 se zde čeština nevyučovala. Výuka češtiny byla ve Velkém Peregu obnovena v září 2024 pod vedením učitelky Pauly Illyes.
V 60. letech proběhl ve Velkém Peregu výzkum pro Český jazykový atlas.
Rodákem z Velkého Peregu je Ladislav Moravetz, hudebník a skladatel, celocírkevní kantor Českobratrské církve evangelické. 